# Sextuplete (fútbol)
Sextuplete, en términos deportivos, o extendido popularmente como sextete, se refiere a la obtención por parte de un equipo de los seis títulos diferentes que se disputan en una misma temporada.

## Fútbol
En términos futbolísticos se refiere al hecho de ganar seis competiciones oficiales diferentes de manera consecutiva, al igual que otras acepciones del término como quintuplete o triplete por citar algunas. En la primera década del siglo XX es en muchos continentes el número máximo de competiciones que se pueden lograr sumando tanto los títulos nacionales, como los internacionales, si bien no es el mejor registro que puede obtenerse.
El logro puede ser referido bien por los logros en la misma temporada o bien en un año natural, siempre que sean competiciones diferentes y correlativas en el tiempo. Si bien la contabilidad de los títulos se refiere siempre a un año de temporada, según el baremo en el que se diferencia cada curso futbolístico por los estamentos oficiales, la presión y énfasis popular fue la que terminó por acuñar la acepción del término relacionándola también con los éxitos acontecidos dentro del mismo año natural, abarcando pues dos temporadas futbolísticas.

### Europa
En términos de fútbol europeo, el sextete significa que un club tiene que ganar seis competiciones oficiales consecutivas. Este logro se puede alcanzar a través de victorias en la misma temporada. 
Los tres títulos nacionales:
- Ganar el campeonato nacional.
- Ganar la copa nacional.
- Ganar la supercopa nacional o ganar la copa de la liga nacional.

Los dos títulos internacionales en el continente:
- Ganar la UEFA Champions League
- Ganar la Supercopa de la UEFA

El título internacional a nivel mundial:
- Ganar el Mundial de Clubes de la FIFA

El primer equipo en ganarlo fue el Fútbol Club Barcelona de España, quien logró vencer en el año natural de 2009 la Liga, la Copa del Rey, la Supercopa de España, la Liga de Campeones de la UEFA, la Supercopa de Europa y el Mundial de Clubes. Dichos seis trofeos es a la fecha el máximo número que un club del citado país podía obtener, siendo el total de competiciones que se disputan cada temporada española.
El 11 de febrero de 2021, el Bayern de Múnich de Alemania se convirtió en el segundo equipo europeo en ganar los seis títulos en un año logrando vencer la Bundesliga, la Copa de Alemania, la Liga de Campeones de la UEFA, la Supercopa de Europa, la Supercopa de Alemania y el Mundial de Clubes (este último se disputó en febrero de 2021 debido a la pandemia de COVID-19).

### Registro masculino
Nota: Triplete se refiere al éxito de las consideradas tres máximas competiciones: Liga, Copa y Copa continental. No incluidos registros superiores.

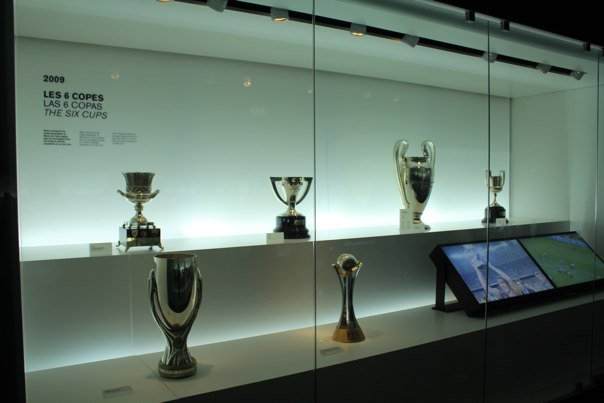
Vista del sextuplete del F. C. Barcelona (2009).

| Equipo                                   | Año  | Títulos       | Títulos       | Títulos               | Títulos               | Títulos          | Títulos               | Títulos      |
| Equipo                                   | Año  | Liga Nacional | Copa Nacional | Otra(s) Copa(s)       | Otra(s) Copa(s)       | Copa Continental | Supercopa Continental | Copa Mundial |
| ---------------------------------------- | ---- | ------------- | ------------- | --------------------- | --------------------- | ---------------- | --------------------- | ------------ |
| F. C. Barcelona → Incluyendo el Triplete | 2009 |               |               |                       |                       |                  |                       |              |
| F. C. Bayern → Incluyendo el Triplete    | 2020 |               |               | SuperCopa de Alemania | SuperCopa de Alemania |                  |                       |              |

### Registro femenino
Nota: Triplete se refiere al éxito de las consideradas tres máximas competiciones: Liga, Copa y Copa continental. No incluidos registros superiores.
| Equipo                                    | Año     | Títulos        | Títulos            | Títulos                       | Títulos                 | Títulos           | Títulos           | Títulos |
| Equipo                                    | Año     | Liga Nacional  | Copa Nacional      | Otra(s) Copa(s)               | Otra(s) Copa(s)         | Otra(s) Copa(s)   | Copa Continental  |         |
| ----------------------------------------- | ------- | -------------- | ------------------ | ----------------------------- | ----------------------- | ----------------- | ----------------- | ------- |
| Arsenal L. F. C. → Incluyendo el Triplete | 2006-07 | Premier League | Copa de Inglaterra | Copa de la Liga de Inglaterra | Supercopa de Inglaterra | London County Cup | Liga de Campeones |         |